# Peking-Tahszingi nemzetközi repülőtér
A Peking-Tahszingi nemzetközi repülőtér (IATA: PKX, ICAO: ZBAD) Kína egyik nemzetközi repülőtere, amely Peking és Langfang határán fekszik Hopej tartományban. A repülőtér Peking második nemzetközi repülőtere, a Pekingi nemzetközi repülőtér után. A „tengericsillag” becenevet kapta a felülnézeti alakja után. A létesítmény 2019. június 30-án készült el, és 2019. szeptember 26-án kezdte meg működését.
A repülőtér 46 kilométerre délre van a Tienanmen tértől, 26 kilométerre nyugatra Langfang belvárosától és 65 kilométerre délre a Pekingi nemzetközi repülőtértől. A SkyTeam légitársaságainak és néhány Oneworld tagnak a csomópontja, míg a Star Alliance tagjainak a többsége a Pekingi nemzetközi repülőtéren maradt, mint a Hainan Airlines is.
A közel öt évig tartó építkezés után a 80 milliárd jüan (11,4 milliárd dollár) értékű létesítmény egy 700 000 négyzetméteres terminállal rendelkezik, amely a világ legnagyobb egy épületből álló repülőtéri terminálja, és a repülőtér 47 négyzetkilométeres területen helyezkedik el.

## Légitársaságok és célállomások

### Utasszállítás
| Légitársaság                  | Célállomások |
| ----------------------------- | --- |
| Aeroflot                      | Moszkva–Seremetyjevó |
| Air China                     | Bangkok–Szuvarnabhumi, Bazhong, Csangcsun, Csengtu–Suangliui, Csengtu–Tianfu, Csungking, Talien, Tantung, Tunhuang, Fucsou, Kanton, Kujlin, Guiyang, Hajkou, Hajlar, Hangcsou, Harbin, Hofej, Csiejang, Csingtöcsen, Csingkangsan, Korla, Kunming, Lancsou, Mienjang, Nancsang, Nanking, Nanning, Ningpo, Csicsihar, Quzhou, Sanghaj-Hungcsiao, Sanghaj-Putung, Sangzsao, Senjang, Sencsen, Shiyan, Tajcsou, Vencsou, Wuhai, Hszian, Xilinhot, Jancseng, Jangcsou, Jipin, Jincsuan, Csengcsou, Csuhaj, Cunji–Hszincsou |
| Air Macau                     | Makaó |
| Aurora                        | Vlagyivosztok Szezonális: Habarovszk |
| Beijing Capital Airlines      | Erenhot, Hajkou, Hangcsou, Hofej, Jixi, Licsiang, Lisszabon, Malé, Meixian, Nancsang, Pattaja, Csingtao, Sanya, Ürümcsi, Hsziamen, Hszian, Hszining, Xishuangbanna, Yushu |
| British Airways               | London-Heathrow |
| China Eastern Airlines        | Paosan, Csangcsou, Csengtu–Tianfu, Csiangmaj, Csungking, Dali, Talien, Đà Nẵng, Delhi, Denpasar/Bali, Tungjing, Enshi, Fukuoka, Kanton, Hajkou, Hangcsou, Harbin, Hofej, Huajan, Jiagedaqi, Jiayuguan, Csining, Kunming, Lancsou, Lienjünkang, Linji, Lojang, Lüliang, Lucsou, Mangshi, Nagoja–Centrair, Nancsang, Nanking, Nepjida, Ningpo, Oszaka, Pu'er, Csiencsiang, Csingtao, Saipan, Sanghaj-Hungcsiao, Sanghaj-Putung, Sencsen, Sydney, Tajjüan, Tengchong, Tokió–Haneda, Vientián, Vencsou, Vuhan, Vuhszi, Hsziamen, Hszian, Hszining, Xishuangbanna, Jentaj, Jincsüan, Csangje, Csaotung Szezonális: Bangkok–Szuvarnabhumi                                                                           |
| China Express Airlines        | Csangsa, Csungking, Kujjang, Korla, Cunji–Hszincsou |
| China Southern Airlines       | Amszterdam, Anshan, Pejhaj, Csangcsun, Changde, Csangsa, Csengtu–Suangliui, Csungking, Talien, Daqing, Kancsou, Kanton, Kujlin, Guiyang, Hajkou, Hangcsou, Harbin, Heihe, Ho Si Minh-város, Hongkong, Isztambul, Csiejang, Korla, Kunming, Moszkva–Seremetyjevó, Nancsung, Nanning, Phnompen, Sanya, Szöul–Kimpho, Szöul–Incshon, Sanghaj-Hungcsiao, Shaoguan, Senjang, Sencsen, Taskent, Tbiliszi, Teherán–Imam Khomeini, Tokió–Haneda, Tongren, Ürümcsi, Vuhan, Hszian, Hszining, Yanji, Kulja, Jincsüan, Jivu, Zhangjiajie, Csuhaj, Cunji–Hszincsou |
| China United Airlines         | Ansun, Arxan, Pajcseng, Paotou, Pajannur, Bijie, Csangsa, Csangcse, Csengtu–Suangliui, Csencsou, Csefeng, Csicsou, Talien, Datong, Tungjing, Fosan, Fujang, Kanton, Hajlar, Hancsung, Harbin, Hofej, Hengjang, Hohhot, Huai'an, Huaihua, Hujcsou, Csingcsang, Kunming, Lancsou, Lienjünkang, Linji, Lungnan, Lungjen, Lüliang, Manzhouli, Nanjang, Ningpo, Ordos, Csingjang, Csicsihar, Csücsou, Zsicsao, Szanming, Sanghaj-Hungcsiao, Sanghaj-Putung, Sangzsao, Sencsen, Shiyan, Tungliao, Tongren, Ulanhot, Ulancsab, Ürümcsi, Vejhaj, Vencsou, Vuhaj, Vucsou, Hsziamen, Hsziangjang, Hszilinhot, Hszingyi, Hszinjang, Jenan, Jancseng, Jentaj, Jicsun, Jincsuan, Jingkou, Jungcsou, Jüejang, Jülin, Csuhaj |
| Chongqing Airlines            | Csungking, Ticsing |
| Dalian Airlines               | Talien |
| Delta Air Lines               | Detroit (2022. november 13-tól), Seattle/Tacoma (2022. november 13-tól) |
| Donghai Airlines              | Nantung |
| Etihad Airways                | Abu-Dzabi, Nagoja–Centrair |
| Finnair                       | Helsinki |
| Hebei Airlines                | Csangcsun, Csengtu-Suangliu, Kujlin, Hangcsou, Lancsou, Mienjang, Nancsang, Nanking, Nantung, Ningbo, Sanya, Hszingyi, Jincsüan, Zhalantun, Cunji–Hszincsou |
| Himalaya Airlines             | Katmandu |
| Jiangxi Air                   | Nancsang |
| Juneyao Airlines              | Sanghaj-Hungcsiao |
| LOT                           | Varsó-Chopin |
| Malaysia Airlines             | Kuala Lumpur |
| Qingdao Airlines              | Hszicsang |
| Royal Air Maroc               | Casablanca |
| Royal Brunei Airlines         | Bandar Seri Begawan |
| S7 Airlines                   | Irkutszk, Krasznojarszk–Jemeljano, Novoszibirszk, Vlagyivosztok |
| Shandong Airlines             | Csingtao |
| Shanghai Airlines             | Hangcsou, Sanghaj-Hungcsiao, Jincsuan |
| Spring Airlines               | Jiujiang |
| Swiss International Air Lines | Zürich |
| Tianjin Airlines              | Ürümcsi |
| Ural Airlines                 | Irkutszk, Vlagyivosztok, Jekatyerinburg |
| Vietnam Airlines              | Hanoi, Ho Si Minh-város |
| XiamenAir                     | Csangsa, Csungking, Fucsou, Hajkou, Hangcsou, Lucsou, Csüancsou, Szanming, Sanya, Sanghaj-Putung, Sencsen, Hsziamen, Csousan |

### Teherszállítás
| Légitársaság   | Célállomások             |
| -------------- | ------------------------ |
| Loong Airlines | Vuhszi                   |
| SF Airlines    | Hangcsou, Sanghaj-Putung |

## Forgalom
Az utasforgalom az elmúlt években az alábbi módon változott:
| Utasok száma | 3 135 074 | 16 091 449 | 25 051 012 | 10 277 623 |
|              | 2019      | 2020       | 2021       | 2022       |

## Fordítás
Ez a szócikk részben vagy egészben  a   Beijing Daxing International Airport című angol Wikipédia-szócikk ezen változatának fordításán alapul.  Az eredeti cikk szerkesztőit annak laptörténete sorolja fel. Ez a jelzés csupán a megfogalmazás eredetét és a szerzői jogokat jelzi, nem szolgál a cikkben szereplő információk forrásmegjelöléseként.